# أنس العوضات
{{صندوق معلومات سيرة كرة قدم
| صورة = Asian Nations Cup - Jordan and South Korea (61) (cropped1).jpg
أنس أحمد محمود حماد العوضات ( 29 مايو 1998) هو لاعب كرة قدم أردني محترف يلعب كجناح لنادي الوحدات والمنتخب الأردني.

## المسيرة الدولية
استدعي لأول مرة إلى المنتخب الأردني الأول في مباراة ودية 0-0 مع العراق في 12 نوفمبر 2020. وكان جزءًا من تشكيلة الأردن في كأس العرب 2021، لكنه اضطر إلى المغادرة مبكرًا بسبب إصابته بفيروس كورونا. وستدعي للمنتخب الوطني للمشاركة في كأس آسيا 2023.

## الحياة الشخصية
هو ابن شقيق المدرب الأردني ولاعب كرة القدم السابق راتب العوضات.

## الإنجازات
الوحدات
- الدوري الأردني للمحترفين: 2017–18، 2020
- كأس الاتحاد الأردني: 2022
- كأس درع الأردن: 2020
- كأس السوبر الأردني: 2018، 2021